# Drążdżewo
Drążdżewo – wieś sołecka w Polsce położona w województwie mazowieckim, w powiecie makowskim, w gminie Krasnosielc. Leży nad rzeką  Orzyc.
W latach 1954–1972 wieś należała i była siedzibą władz gromady Drążdżewo. W latach 1975–1998 miejscowość administracyjnie należała do województwa ostrołęckiego.
Wierni Kościoła rzymskokatolickiego należą do parafii św. Izydora w Drążdżewie.

## Historia
Pierwszy raz wymieniana w 1386. 12 marca 1863 miejsce bitwy wojsk carskich z powstańczym oddziałem Zygmunta Padlewskiego, upamiętnione pomnikiem na cmentarzu.

## Ludzie związani z Drążdżewem
- Władysław Kocot
- Edward Rolski